# Yanira Morales
Yanira Morales García (ur. 8 października 1982) – portorykańska zapaśniczka walcząca w stylu wolnym. Zajęła dziesiąte miejsce na mistrzostwach świata w 2010. Czwarta na mistrzostwach panamerykańskich w 2010. Złota medalistka igrzysk Ameryki Środkowej i Karaibów w 2010 roku.